# 绍伊
绍伊，是匈牙利维斯普雷姆州所辖的一个村，总面积10.28平方公里，总人口482，人口密度46.9人/平方公里（2010年1月1日）。